# Blackwing Studios

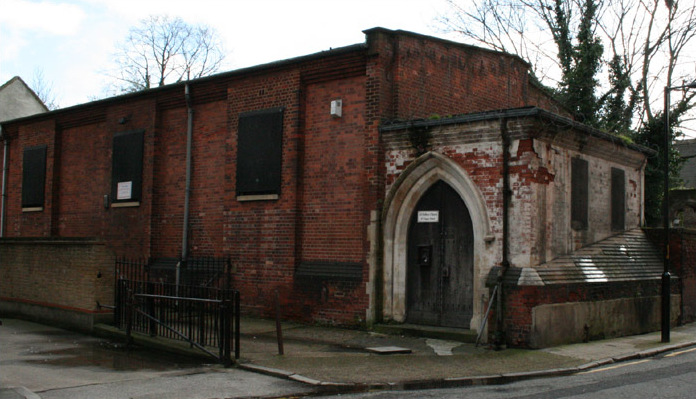
Blackwing Studios im Februar 2010

Die Blackwing Studios waren ein britisches Tonstudio in den 1980er und 90er Jahren. Eigentümer war während der gesamten Existenz Eric Radcliffe.
Untergebracht waren sie in einer säkularisierten Kirche im Südosten Londons, die während der Luftangriffe der deutschen Luftwaffe auf London 1940/41 teilweise zerstört worden war. Bekannt wurden die Blackwing Studios durch die Aufnahmen von Yazoo (Band) und Depeche Mode Anfang der 1980er Jahre.
Im September 2001 wurde das Studio geschlossen, seither ist das Gebäude leerstehend.